# Illeville-sur-Montfort
Illeville-sur-Montfort est une commune française située dans le département de l'Eure en région Normandie.

## Géographie

### Localisation
| Brestot                      | Brestot, Rougemontiers |                             |
| Appeville-Annebault, Brestot | Illeville-sur-Montfort | Flancourt-Catelon, Touville |
| Montfort-sur-Risle           | Écaquelon, Touville    | Touville                    |

### Boisement
Une partie de la commune d'Illeville-sur-Montfort est couverte par la forêt de Montfort.

### Hydrographie
La commune est située dans le bassin Seine-Normandie. Elle n'est drainée par aucun cours d'eau,.

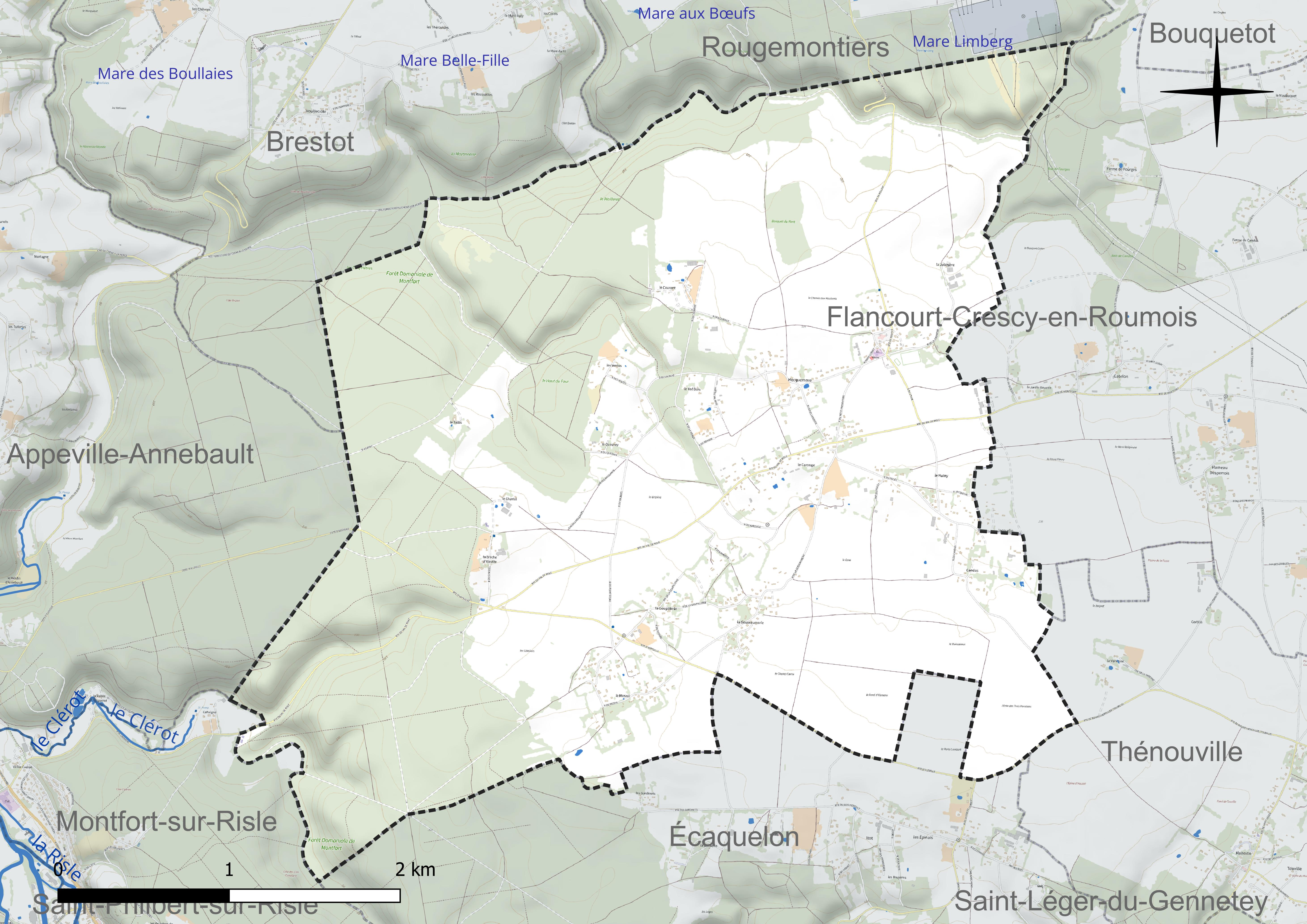
Réseau hydrographique d'Illeville-sur-Montfort.

### Climat
Pour des articles plus généraux, voir Climat de la Normandie et Climat de l'Eure.
En 2010, le climat de la commune est de type climat océanique altéré, selon une étude du CNRS s'appuyant sur une série de données couvrant la période 1971-2000. En 2020, Météo-France publie une typologie des climats de la France métropolitaine dans laquelle la commune est exposée à un climat océanique et est dans la région climatique  Côtes de la Manche orientale, caractérisée par un faible ensoleillement (1 550 h/an) ; forte humidité de l’air (plus de 20 h/jour avec humidité relative > 80 % en hiver), vents forts fréquents. Parallèlement le GIEC normand, un groupe régional d’experts sur le climat, différencie quant à lui, dans une étude de 2020, trois grands types de climats pour la région Normandie, nuancés à une échelle plus fine par les facteurs géographiques locaux. La commune est, selon ce zonage, exposée à un « climat contrasté des collines », correspondant au Pays d’Auge, Lieuvin et Roumois, moins directement soumis aux flux océaniques et connaissant toutefois des précipitations assez marquées en raison des reliefs collinaires qui favorisent leur formation.
Pour la période 1971-2000, la température annuelle moyenne est de 10,3 °C, avec  une amplitude thermique annuelle de 13,4 °C. Le cumul annuel moyen de précipitations est de 844 mm, avec 13 jours de précipitations en janvier et 8,6 jours en juillet. Pour la période 1991-2020, la température moyenne annuelle observée sur la station météorologique la plus proche, située sur la commune de Jumièges à 14 km à vol d'oiseau, est de 12,2 °C et le cumul annuel moyen de précipitations est de 843,5 mm,. Pour l'avenir, les paramètres climatiques de la commune estimés pour 2050 selon différents scénarios d’émission de gaz à effet de serre sont consultables sur un site dédié publié par Météo-France en novembre 2022.

## Urbanisme

### Typologie
Au 1er janvier 2024, Illeville-sur-Montfort est catégorisée commune rurale à habitat dispersé, selon la nouvelle grille communale de densité à 7 niveaux définie par l'Insee en 2022.
Elle est située hors unité urbaine. Par ailleurs la commune fait partie de l'aire d'attraction de Rouen, dont elle est une commune de la couronne,. Cette aire, qui regroupe 317 communes, est catégorisée dans les aires de 200 000 à moins de 700 000 habitants,.

### Occupation des sols
L'occupation des sols de la commune, telle qu'elle ressort de la base de données européenne d’occupation biophysique des sols Corine Land Cover (CLC), est marquée par l'importance des territoires agricoles (57,4 % en 2018), en diminution par rapport à 1990 (60,3 %). La répartition détaillée en 2018 est la suivante : 
terres arables (41,9 %), forêts (38 %), zones agricoles hétérogènes (13,1 %), zones urbanisées (3,3 %), prairies (2,4 %), milieux à végétation arbustive et/ou herbacée (1,3 %). L'évolution de l’occupation des sols de la commune et de ses infrastructures peut être observée sur les différentes représentations cartographiques du territoire : la carte de Cassini (XVIIIe siècle), la carte d'état-major (1820-1866) et les cartes ou photos aériennes de l'IGN pour la période actuelle (1950 à aujourd'hui).

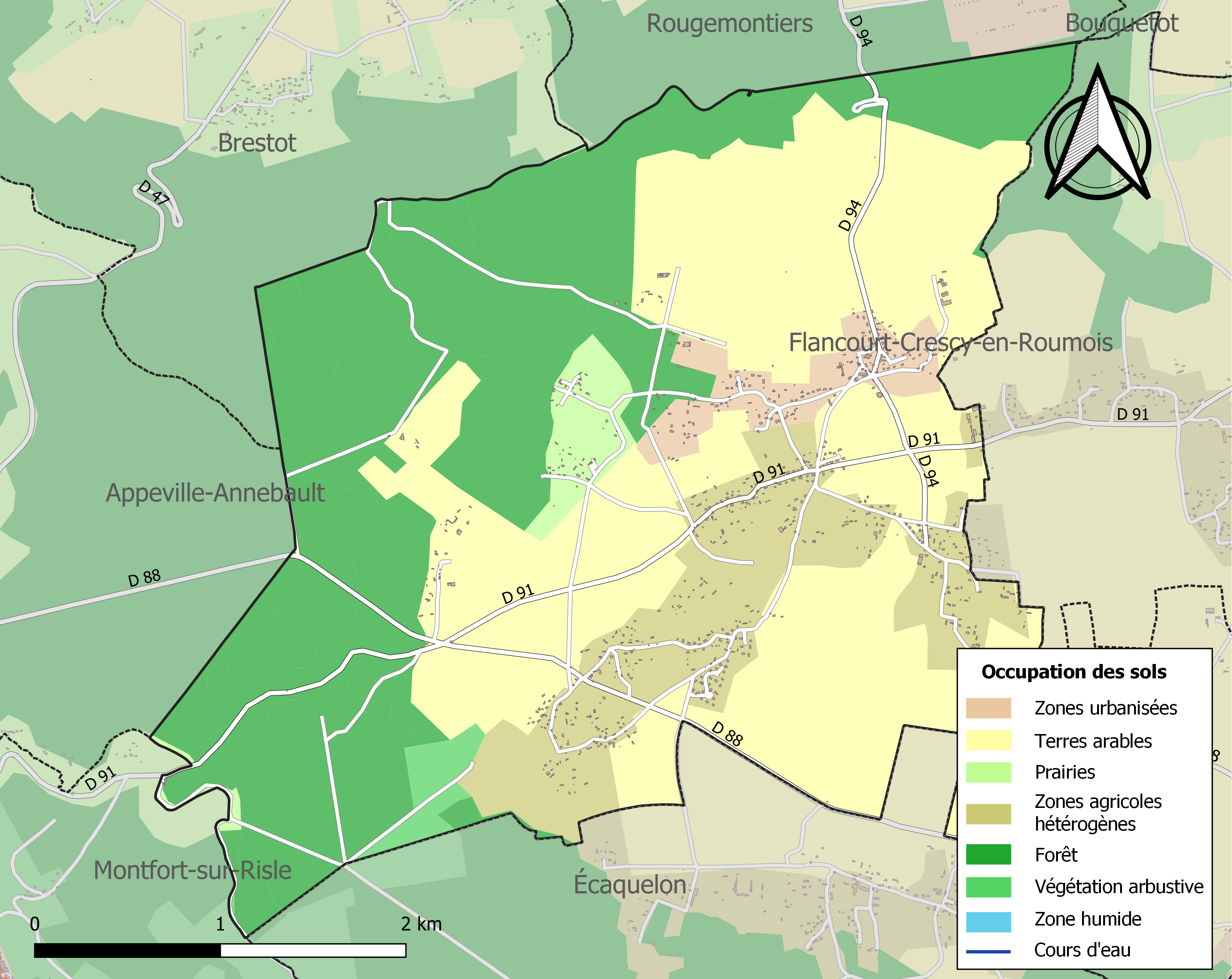
Carte des infrastructures et de l'occupation des sols de la commune en 2018 (CLC).

## Toponymie
Le nom de la localité est attesté sous les formes Willervilla et Willevilla (cartulaire de Préaux) au XIIIe siècle, Willirvilla (sans date), Willivilla et Wyllevilla en 1265 (reg. visit.), Villevilla en 1266 (reg. visit.), Ylleville en 1308 (charte de Philippe le Bel), Illeville sur Montfort en 1793.
Il s'agit d'une formation toponymique en -ville au sens ancien de « domaine rural » précédé d'un nom de personne. François de Beaurepaire identifie le nom de personne anglo-saxon Willa ou encore Withlac, bien que ce dernier ne soit pas vraiment en accord avec les formes anciennes qui ne conservent aucune trace d'un -th- ou d'un -(a)c-. Il note par ailleurs que les toponymes commençant par Wi- ou We- ont souvent été réduit à Y- / I- ou É- en Normandie occidentale, par exemple Yville-sur-Seine (Seine-Maritime, Witvilla vers 1025) ou Elbeuf (Seine-Maritime, Wellebuoth XIe siècle). cf. aussi Incarville, Eure.
Remarque : Il existe également l'anthroponyme scandinave Willi, forme vieux danois du vieux norrois Villi, compatible avec l'élément Wille- > Ille-.
Le déterminant complémentaire sur-Montfort fait référence à Montfort-sur-Risle.

## Histoire
- Illeville-sur-Montfort fut certainement très tôt habitée. Deux voies la traversaient, un camp militaire y fut construit au Bas Empire et une riche villa également.
- C'est le roi Philippe-Auguste qui ordonna l'édification de l'église actuelle. Louis XII la céda aux chartreux de Rouen vers 1520 ainsi que tous ses droits qu'il possédait à Illeville, les revenus et une maison seigneuriale. Il ne reste rien du château de Louis XII.
- La révolution éclata et M. Chefdeville, maréchal-ferrant fut le 1er maire, puis M. Hardel, puis M. Marie.

## Politique et administration
| Période                                  | Période   | Identité                    | Étiquette | Qualité |
| ---------------------------------------- | --------- | --------------------------- | --------- | --- |
| Les données manquantes sont à compléter. |           |                             |           | |
| 1806                                     | 1855      | Charles Jean Baptiste Marie |           | rédacteur des cahiers de doléances, connaissance de Jacques Charles Dupont de l'Eure, chevalier de la Légion d'honneur en 1850 |
| Les données manquantes sont à compléter. |           |                             |           | |
| mars 1983                                | juin 1995 | Lionel Lerouge              |           | |
| juin 1995                                | mars 2008 | Michel Guedon               |           | |
| mars 2008                                | mars 2014 | Marie Astrid Soroka         |           | |
| mars 2014                                | En cours  | Vladimir Hangard            | DVD       | Professeur des écoles |
| Les données manquantes sont à compléter. |           |                             |           | |

## Démographie
L'évolution du nombre d'habitants est connue à travers les recensements de la population effectués dans la commune depuis 1793. Pour les communes de moins de 10 000 habitants, une enquête de recensement portant sur toute la population est réalisée tous les cinq ans, les populations de référence des années intermédiaires étant quant à elles estimées par interpolation ou extrapolation. Pour la commune, le premier recensement exhaustif entrant dans le cadre du nouveau dispositif a été réalisé en 2005.

En 2022, la commune comptait 857 habitants, en évolution de −2,17 % par rapport à 2016 (Eure : −0,25 %, France hors Mayotte : +2,11 %).
| 1793  | 1800  | 1806  | 1821  | 1831  | 1836  | 1841  | 1846 | 1851 |
| ----- | ----- | ----- | ----- | ----- | ----- | ----- | ---- | ---- |
| 1 004 | 1 065 | 1 119 | 1 108 | 1 068 | 1 025 | 1 015 | 967  | 968  |

| 1856 | 1861 | 1866 | 1872 | 1876 | 1881 | 1886 | 1891 | 1896 |
| ---- | ---- | ---- | ---- | ---- | ---- | ---- | ---- | ---- |
| 877  | 846  | 772  | 721  | 717  | 631  | 638  | 632  | 537  |

| 1901 | 1906 | 1911 | 1921 | 1926 | 1931 | 1936 | 1946 | 1954 |
| ---- | ---- | ---- | ---- | ---- | ---- | ---- | ---- | ---- |
| 523  | 538  | 528  | 435  | 431  | 394  | 404  | 433  | 443  |

| 1962 | 1968 | 1975 | 1982 | 1990 | 1999 | 2005 | 2006 | 2010 |
| ---- | ---- | ---- | ---- | ---- | ---- | ---- | ---- | ---- |
| 392  | 372  | 357  | 526  | 680  | 664  | 765  | 774  | 881  |

| 2015 | 2020 | 2022 | - | - | - | - | - | - |
| ---- | ---- | ---- | - | - | - | - | - | - |
| 880  | 861  | 857  | - | - | - | - | - | - |

## Culture locale et patrimoine

### Lieux et monuments
La commune d'Illeville-sur-Montfort compte un édifice inscrit au titre des monuments historiques :
- L'église Saint-Médard (XIIIe, XVe et XVIe)  Inscrit MH (1926)[25]. Vers 1520, Louis XII céda l'église aux chartreux de Rouen. Reconnaissable à son clocher à base carrée, l'église était dédiée à saint Philbert et à saint Blaise. Elle passe en 1809 sous le patronage de saint Médard qui, suivant la tradition, continue d'être honoré le dimanche suivant sa fête. On trouve dans l'église de belles soieries, une pietà du XVe siècle, un chemin de croix offert par Napoléon III et dans un angle un saint Fiacre, patron des jardiniers.

Église Saint-Médard
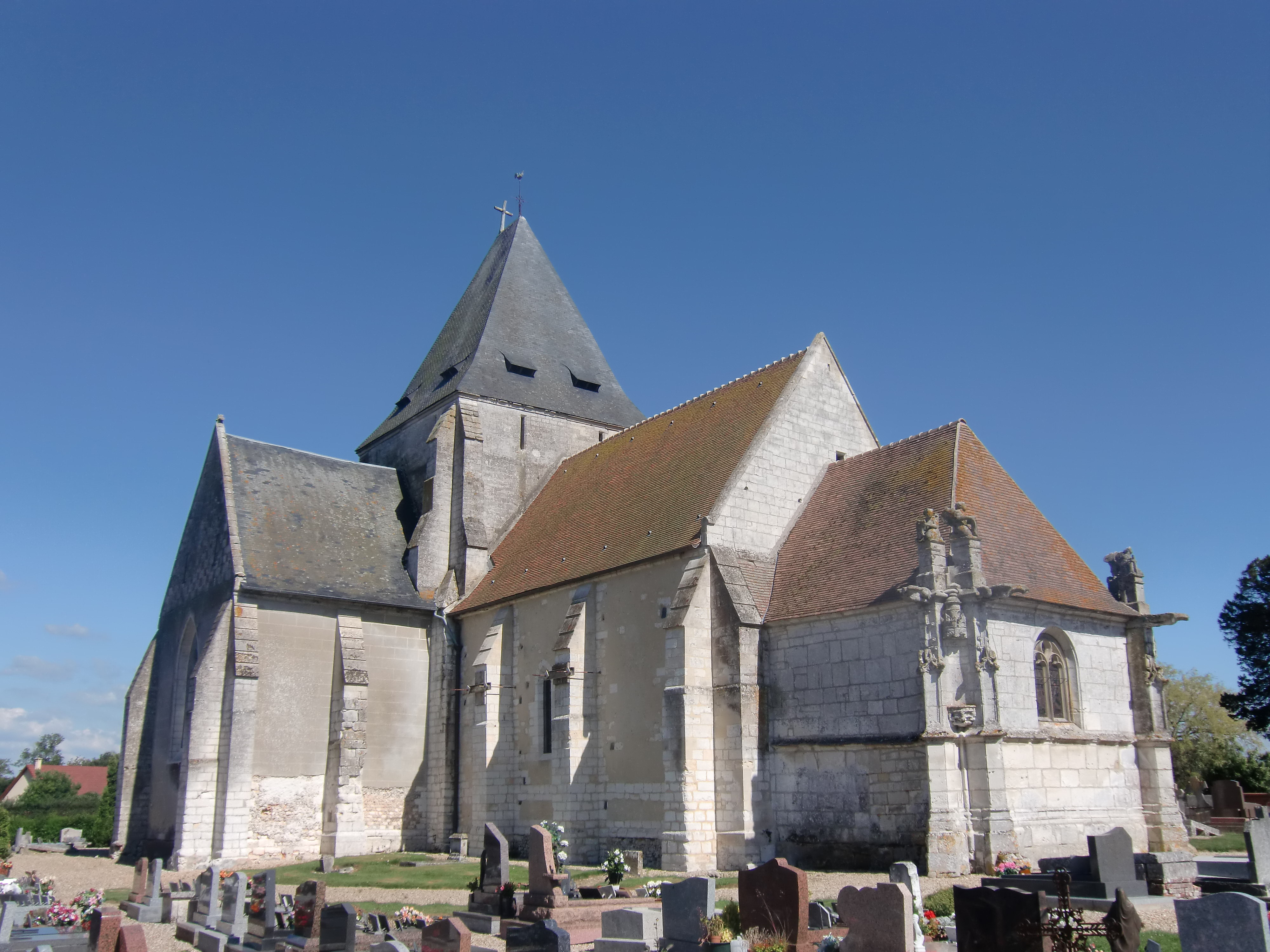
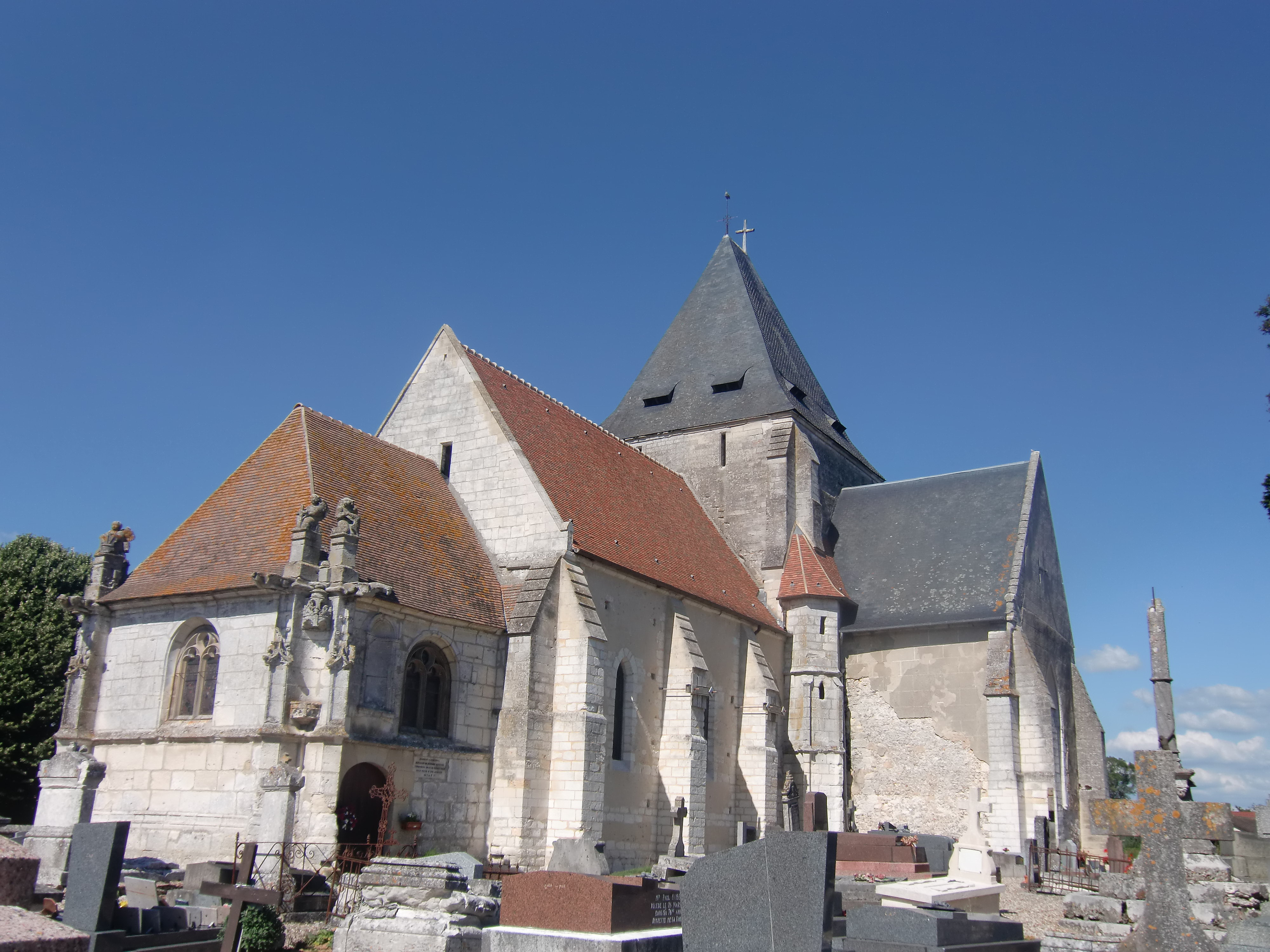

Par ailleurs, plusieurs autres édifices sont inscrits à l'inventaire général du patrimoine culturel :
- Le presbytère (XVIIIe)[26] ;
- Le monument aux morts (XXe)[27]. Il est situé dans le cimetière de l'église Saint-Philbert  ;
- Un manoir des XVIIIe et XIXe siècles au lieu-dit le Chastel[28] ;
- Une croix de cimetière du XVIe siècle[29]. Elle est située dans le cimetière de l'église Saint-Philbert ;
- Une maison du XIXe siècle au lieu-dit le Quesney[30].

### Patrimoine naturel

#### ZNIEFF de type 1
- Le chêne à la Vierge[31] ;
- Le rond de Beuvron[32].

#### ZNIEFF de type 2
- La vallée de la Risle de Brionne à Pont-Audemer, la forêt de Montfort[33] ;

#### Sites classés
- Le vallée de la Risle  Site classé (1993)[34].
- L'if, le calvaire, l'église et le cimetière,  Site inscrit (1934)[35].

## Personnalités liées à la commune
- Jean Jacques Gosseaume[réf. nécessaire] surnommé Moscou, était un soldat qui s'illustra pendant les guerres de l'Empire.